# Coalizione Democratica
Coalizione Democratica (ungherese: Demokratikus Koalíció, DK) è un partito politico ungherese di centro-sinistra.
Leader del partito è Ferenc Gyurcsány, già primo ministro ed ex segretario del Partito Socialista Ungherese (MSZP).
DK esprime 15 deputati all'Assemblea nazionale ungherese, ed è di fatto il principale partito di opposizione a Fidesz del primo ministro Viktor Orbán.

## Storia
DK nacque nel 2010 come corrente del Partito Socialista Ungherese (MSZP). Scopo di Gyurcsány fu quello di dare voce ai democratici dell'89 (coloro che si batterono per la fine del regime comunista), ponendosi così in contrapposizione con la componente più a sinistra del partito. Nel 2011 DK si scisse dal MSZP e divenne un partito autonomo, un movimento di "centro-sinistra occidentale".
Alle elezioni europee del 2019, DK ha ottenuto 557.081 voti, pari cioè al 16,05% e riuscendo a esprimere 4 europarlamentari, risultato molto più consistente di quello che era riuscito a ottenere alle stesse elezioni 5 anni prima, dove aveva ricevuto 226.086 voti, pari al 9,75% e in quell'occasione era riuscita a eleggere solo 2 deputati per il Parlamento europeo.

## Risultati elettorali
| Elezione          | Voti                         | %                            | Seggi                        | Schieramento |
| ----------------- | ---------------------------- | ---------------------------- | ---------------------------- | ------------ |
| Parlamentari 2014 | Con MSZP - Együtt - PM - MLP | Con MSZP - Együtt - PM - MLP | Con MSZP - Együtt - PM - MLP | Opposizione  |
| Europee 2014      | 226.086                      | 9,75                         | 2 / 21                       | -            |
| Parlamentari 2018 | 308.161                      | 5,41                         | 9 / 199                      | Opposizione  |
| Europee 2019      | 557.081                      | 16,05                        | 4 / 21                       | -            |
| Parlamentari 2022 | in Uniti per l'Ungheria      | in Uniti per l'Ungheria      | 15 / 199                     | Opposizione  |
| Europee 2024      | Con MSZP e P                 | Con MSZP e P                 | 2 / 21                       | -            |